# Медумская волость
Медумская волость (латыш. Medumu pagasts) — одна из 25 волостей Аугшдаугавского края Латвии. Административным центром волости является село Медуми.